# Cañada de Gómez
Cañada de Gómez is een plaats in het Argentijnse bestuurlijke gebied Iriondo in de provincie Santa Fe. De plaats telt 55.833 inwoners.